# La Roussière
La Roussière is een plaats en voormalige gemeente in het Franse departement Eure in de regio Normandië en telt 209 inwoners (2013). Deze plaats maakt deel uit van het arrondissement Bernay.

## Geschiedenis
De gemeente maakte deel uit van het kanton Beaumesnil tot dit op 22 maart 2015 werd opgeheven en de gemeenten werden opgenomen in het kanton Bernay. Op 1 januari 2016 fuseerden de gemeenten van het voormalige kanton, op één na, tot de commune nouvelle Mesnil-en-Ouche.

## Geografie
De oppervlakte van La Roussière bedraagt 10,23 km², de bevolkingsdichtheid is 20 inwoners per km².
De onderstaande kaart toont de ligging van La Roussière met de belangrijkste infrastructuur en aangrenzende gemeenten.

## Demografie
Onderstaande figuur toont het verloop van het inwonertal (bron: INSEE-tellingen).